# National Hockey League 2001-2002
La stagione 2001-2002 è stata la 85ª edizione della National Hockey League. La stagione regolare iniziò il 3 ottobre 2001 per poi concludersi il 14 aprile 2002, mentre i playoff della Stanley Cup terminarono il 31 maggio 2002. I Pittsburgh Penguins per poter ripianare i propri debiti furono costretti a cedere la superstar Jaromír Jágr ai Washington Capitals. Tuttavia per la prima volta dopo 12 stagioni consecutive i Penguins fallirono la qualificazione ai playoff, ritornandovi solamente dopo la stagione del lockout. I Dallas Stars si trasferirono dalla Reunion Arena all'American Airlines Center. La NHL onorò le vittime dell'11 settembre creando un apposito scudetto inserito nelle divise delle squadre. Fra il 14 e il 25 febbraio vi fu un'interruzione per permettere ai giocatori di prendere parte al Torneo di hockey su ghiaccio alle Olimpiadi invernali di Salt Lake City. I Los Angeles Kings ospitarono l'NHL All-Star Game presso lo Staples Center il 2 febbraio 2002. La finale di Stanley Cup finì il 13 giugno con la vittoria dei Detroit Red Wings contro i Carolina Hurricanes per 4-1. Per la squadra del Michigan si trattò della decima Stanley Cup della loro storia.

## Squadre partecipanti
- Atlanta Thrashers
- Boston Bruins
- Buffalo Sabres
- Calgary Flames
- Carolina Hurricanes
- Chicago Blackhawks
- Colorado Avalanche
- Columbus Blue Jackets
- Dallas Stars
- Detroit Red Wings
- Edmonton Oilers
- Florida Panthers
- Los Angeles Kings
- Mighty Ducks Anaheim
- Minnesota Wild

- Montreal Canadiens
- Nashville Predators
- New Jersey Devils
- New York Islanders
- New York Rangers
- Ottawa Senators
- Philadelphia Flyers
- Phoenix Coyotes
- Pittsburgh Penguins
- San Jose Sharks
- St. Louis Blues
- Tampa Bay Lightning
- Toronto Maple Leafs
- Vancouver Canucks
- Washington Capitals

## Pre-season

### NHL Entry Draft
L'Entry Draft si tenne fra il 23 ed il 24 giugno 2001 presso il National Car Rental Center di Sunrise, in Florida. Gli Atlanta Thrashers nominarono come prima scelta assoluta l'ala sinistra Il'ja Koval'čuk. Altri giocatori rilevanti all'esordio in NHL furono Jason Spezza, Mikko Koivu, Patrick Sharp e Mark Popovic.

## Stagione regolare

### Classifiche
= Qualificata per i playoff,       = Primo posto nella Conference,       = Vincitore del Presidents' Trophy, ( ) = Posizione nella Conference

#### Eastern Conference
Northeast Division
|    |                         | PG | V  | S  | N  | OTS | GF  | GS  | PT  |
| -- | ----------------------- | -- | -- | -- | -- | --- | --- | --- | --- |
| 1. | Boston Bruins (1)       | 82 | 43 | 24 | 6  | 9   | 236 | 201 | 101 |
| 2. | Toronto Maple Leafs (4) | 82 | 43 | 25 | 10 | 4   | 249 | 207 | 100 |
| 3. | Ottawa Senators (7)     | 82 | 39 | 27 | 9  | 7   | 243 | 208 | 94  |
| 4. | Montreal Canadiens (8)  | 82 | 36 | 31 | 12 | 3   | 207 | 209 | 87  |
| 5. | Buffalo Sabres (10)     | 82 | 35 | 35 | 11 | 1   | 213 | 200 | 82  |

Atlantic Division
|    |                          | PG | V  | S  | N  | OTS | GF  | GS  | PT |
| -- | ------------------------ | -- | -- | -- | -- | --- | --- | --- | -- |
| 1. | Philadelphia Flyers (2)  | 82 | 42 | 27 | 10 | 3   | 234 | 192 | 97 |
| 2. | New York Islanders (5)   | 82 | 42 | 28 | 8  | 4   | 239 | 220 | 96 |
| 3. | New Jersey Devils (6)    | 82 | 41 | 28 | 9  | 4   | 205 | 187 | 95 |
| 4. | New York Rangers (11)    | 82 | 36 | 38 | 4  | 4   | 227 | 258 | 80 |
| 5. | Pittsburgh Penguins (12) | 82 | 28 | 41 | 8  | 5   | 198 | 249 | 69 |

Southeast Division
|    |                          | PG | V  | S  | N  | OTS | GF  | GS  | PT |
| -- | ------------------------ | -- | -- | -- | -- | --- | --- | --- | -- |
| 1. | Carolina Hurricanes (3)  | 82 | 35 | 26 | 16 | 5   | 217 | 217 | 91 |
| 2. | Washington Capitals (9)  | 82 | 36 | 33 | 11 | 2   | 228 | 240 | 85 |
| 3. | Tampa Bay Lightning (13) | 82 | 27 | 40 | 11 | 4   | 178 | 219 | 69 |
| 4. | Florida Panthers (14)    | 82 | 22 | 44 | 10 | 6   | 180 | 250 | 60 |
| 5. | Atlanta Thrashers (15)   | 82 | 19 | 47 | 11 | 5   | 187 | 288 | 54 |

#### Western Conference
Northwest Division
|    |                        | PG | V  | S  | N  | OTS | GF  | GS  | PT |
| -- | ---------------------- | -- | -- | -- | -- | --- | --- | --- | -- |
| 1. | Colorado Avalanche (2) | 82 | 45 | 28 | 8  | 1   | 212 | 169 | 99 |
| 2. | Vancouver Canucks (8)  | 82 | 42 | 30 | 7  | 3   | 254 | 211 | 94 |
| 3. | Edmonton Oilers (9)    | 82 | 38 | 28 | 12 | 4   | 205 | 182 | 92 |
| 4. | Calgary Flames (11)    | 82 | 32 | 35 | 12 | 3   | 201 | 220 | 79 |
| 5. | Minnesota Wild (12)    | 82 | 26 | 35 | 12 | 9   | 195 | 238 | 73 |

Central Division
|    |                            | PG | V  | S  | N  | OTS | GF  | GS  | PT  |
| -- | -------------------------- | -- | -- | -- | -- | --- | --- | --- | --- |
| 1. | Detroit Red Wings (1)      | 82 | 51 | 17 | 10 | 4   | 251 | 187 | 116 |
| 2. | St. Louis Blues (4)        | 82 | 43 | 27 | 8  | 4   | 227 | 188 | 98  |
| 3. | Chicago Blackhawks (5)     | 82 | 41 | 27 | 13 | 1   | 216 | 207 | 96  |
| 4. | Nashville Predators (14)   | 82 | 28 | 41 | 13 | 0   | 196 | 230 | 69  |
| 5. | Columbus Blue Jackets (15) | 82 | 22 | 47 | 8  | 5   | 164 | 255 | 57  |

Pacific Division
|    |                           | PG | V  | S  | N  | OTS | GF  | GS  | PT |
| -- | ------------------------- | -- | -- | -- | -- | --- | --- | --- | -- |
| 1. | San Jose Sharks (3)       | 82 | 44 | 27 | 8  | 3   | 248 | 189 | 99 |
| 2. | Phoenix Coyotes (6)       | 82 | 40 | 27 | 9  | 6   | 228 | 210 | 95 |
| 3. | Los Angeles Kings (7)     | 82 | 40 | 27 | 11 | 4   | 214 | 190 | 95 |
| 4. | Dallas Stars (10)         | 82 | 36 | 28 | 13 | 5   | 215 | 213 | 90 |
| 5. | Mighty Ducks Anaheim (13) | 82 | 29 | 42 | 8  | 3   | 175 | 198 | 69 |

### Statistiche

#### Classifica marcatori
La seguente lista elenca i migliori marcatori al termine della stagione regolare.

| Giocatore      | Squadra                                 | PG | G  | A  | Pt | +/- | MP  |
| -------------- | --------------------------------------- | -- | -- | -- | -- | --- | --- |
| Jarome Iginla  | Calgary Flames                          | 82 | 52 | 44 | 96 | +27 | 77  |
| Markus Näslund | Vancouver Canucks                       | 81 | 40 | 50 | 90 | +22 | 50  |
| Todd Bertuzzi  | Vancouver Canucks                       | 72 | 36 | 49 | 85 | +21 | 110 |
| Mats Sundin    | Toronto Maple Leafs                     | 82 | 41 | 39 | 80 | +6  | 94  |
| Jaromír Jágr   | Washington Capitals                     | 69 | 31 | 48 | 79 | 0   | 30  |
| Joe Sakic      | Colorado Avalanche                      | 80 | 14 | 64 | 78 | -4  | 28  |
| Pavol Demitra  | St. Louis Blues                         | 82 | 35 | 43 | 78 | +13 | 46  |
| Adam Oates     | Washington Capitals Philadelphia Flyers | 80 | 14 | 64 | 78 | -4  | 28  |
| Mike Modano    | Dallas Stars                            | 78 | 34 | 43 | 77 | +14 | 38  |
| Ron Francis    | Carolina Hurricanes                     | 80 | 27 | 50 | 77 | +4  | 18  |

#### Classifica portieri
La seguente lista elenca i migliori portieri al termine della stagione regolare.

| Giocatore              | Squadra              | PG | Min     | V  | S  | P  | OTS | GS  | SO | Sv%  | MGS  |
| ---------------------- | -------------------- | -- | ------- | -- | -- | -- | --- | --- | -- | ---- | ---- |
| Patrick Roy            | Colorado Avalanche   | 63 | 3773:29 | 32 | 23 | 8  | 1   | 122 | 9  | .925 | 1.94 |
| Roman Čechmánek        | Philadelphia Flyers  | 46 | 2603:23 | 24 | 16 | 6  | 3   | 89  | 4  | .921 | 2.05 |
| Marty Turco            | Dallas Stars         | 31 | 1518:45 | 15 | 6  | 2  | 1   | 53  | 2  | .921 | 2.09 |
| José Théodore          | Montreal Canadiens   | 67 | 3863:57 | 30 | 24 | 10 | 2   | 136 | 7  | .931 | 2.11 |
| Jean-Sébastien Giguère | Mighty Ducks Anaheim | 53 | 3126:38 | 20 | 25 | 6  | 2   | 111 | 4  | .920 | 2.13 |
| Martin Brodeur         | New Jersey Devils    | 73 | 4346:58 | 38 | 26 | 9  | 4   | 156 | 4  | .906 | 2.15 |
| Dominik Hašek          | Detroit Red Wings    | 65 | 3871:40 | 41 | 15 | 8  | 3   | 140 | 5  | .915 | 2.17 |
| Brent Johnson          | St. Louis Blues      | 58 | 3491:08 | 34 | 20 | 4  | 3   | 127 | 5  | .902 | 2.18 |
| Byron Dafoe            | Boston Bruins        | 64 | 3826:51 | 36 | 26 | 3  | 8   | 141 | 4  | .907 | 2.21 |
| Martin Biron           | Buffalo Sabres       | 72 | 4084:57 | 31 | 28 | 10 | 0   | 151 | 2  | .915 | 2.22 |

## Playoff

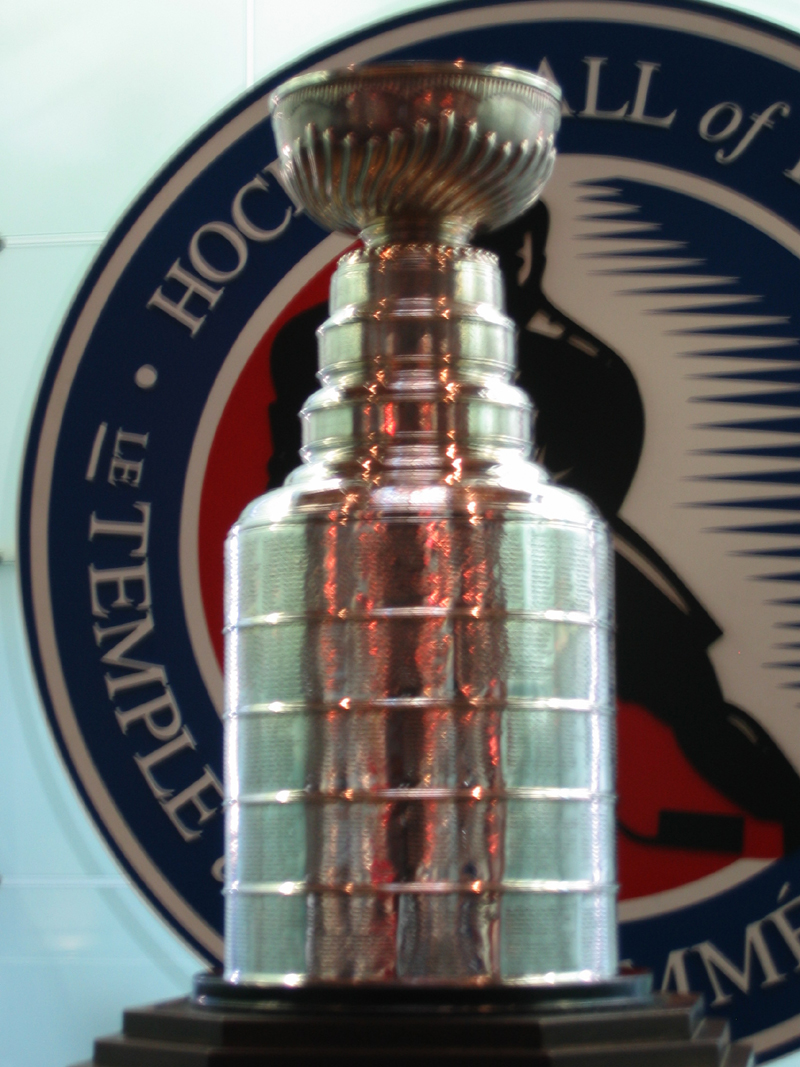
Il trofeo della Stanley Cup

Al termine della stagione regolare le migliori 16 squadre del campionato si sono qualificate per i playoff. I Detroit Red Wings si aggiudicarono il Presidents' Trophy avendo ottenuto il miglior record della lega con 116 punti. I campioni di ciascuna Division conservarono il proprio ranking per l'intera durata dei playoff, mentre le altre squadre furono ricollocate nella graduatoria dopo ciascun turno.

### Tabellone playoff
In ciascun turno la squadra con il ranking più alto si sfidò con quella dal posizionamento più basso, usufruendo anche del vantaggio del fattore campo. Nella finale di Stanley Cup il fattore campo fu determinato dai punti ottenuti in stagione regolare dalle due squadre. Ciascuna serie, al meglio delle sette gare, seguì il formato 2–2–1–1–1: la squadra migliore in stagione regolare avrebbe disputato in casa Gara-1 e 2, (se necessario anche Gara-5 e 7), mentre quella posizionata peggio avrebbe giocato nel proprio palazzetto Gara-3 e 4 (se necessario anche Gara-6).
|  | Quarti di finale Conference | Quarti di finale Conference                      | Quarti di finale Conference |   |                     | Semifinali Conference | Semifinali Conference | Semifinali Conference |                    |                    | Finali Conference   | Finali Conference  | Finali Conference  |  |  | Finale Stanley Cup | Finale Stanley Cup | Finale Stanley Cup |
|  |                             |                                                  |                             |   |                     |                       |                       |                       |                    |                    |                     |                    |                    |  |  |                    |                    |                    |
|  | 1                           | Boston Bruins                                    | 2                           |   |                     | 3                     | Carolina Hurricanes   | 4                     |                    |                    |                     |                    |                    |  |  |                    |                    |                    |
|  | 8                           | Montreal Canadiens                               | 4                           |   |                     | 8                     | Montreal Canadiens    | 2                     |                    |                    |                     |                    |                    |  |  |                    |                    |                    |
|  |                             |                                                  |                             |   |                     |                       |                       |                       |                    |                    |                     |                    |                    |  |  |                    |                    |                    |
|  | 2                           | Philadelphia Flyers                              | 1                           |   |                     |                       |                       |                       | Eastern Conference | Eastern Conference | Eastern Conference  | Eastern Conference | Eastern Conference |  |  |                    |                    |                    |
|  | 2                           | Philadelphia Flyers                              | 1                           |   |                     |                       |                       |                       | Eastern Conference | Eastern Conference | Eastern Conference  | Eastern Conference | Eastern Conference |  |  |                    |                    |                    |
|  | 7                           | Ottawa Senators                                  | 4                           |   |                     |                       |                       |                       |                    |                    |                     |                    |                    |  |  |                    |                    |                    |
|  | 7                           | Ottawa Senators                                  | 4                           |   |                     |                       |                       |                       |                    | 3                  | Carolina Hurricanes | 4                  |                    |  |  |                    |                    |                    |
|  |                             |                                                  |                             |   |                     |                       |                       |                       |                    | 3                  | Carolina Hurricanes | 4                  |                    |  |  |                    |                    |                    |
|  |                             | 4                                                | Toronto Maple Leafs         | 2 |                     |                       |                       |                       |                    |                    |                     |                    |                    |  |  |                    |                    |                    |
|  | 3                           | 4                                                | Toronto Maple Leafs         | 2 | Carolina Hurricanes | 4                     |                       |                       |                    |                    |                     |                    |                    |  |  |                    |                    |                    |
|  | 3                           |                                                  |                             |   | Carolina Hurricanes | 4                     |                       |                       |                    |                    |                     |                    |                    |  |  |                    |                    |                    |
|  | 6                           | New Jersey Devils                                | 2                           |   |                     |                       |                       |                       |                    |                    |                     |                    |                    |  |  |                    |                    |                    |
|  | 6                           | New Jersey Devils                                | 2                           |   |                     |                       |                       |                       |                    |                    |                     |                    |                    |  |  |                    |                    |                    |
|  |                             |                                                  |                             |   |                     |                       |                       |                       |                    |                    |                     |                    |                    |  |  |                    |                    |                    |
|  |                             |                                                  |                             |   |                     |                       |                       |                       |                    |                    |                     |                    |                    |  |  |                    |                    |                    |
|  | 4                           | Toronto Maple Leafs                              | 4                           |   | 4                   | Toronto Maple Leafs   | 4                     |                       |                    |                    |                     |                    |                    |  |  |                    |                    |                    |
|  | 4                           | Toronto Maple Leafs                              | 4                           |   | 4                   | Toronto Maple Leafs   | 4                     |                       |                    |                    |                     |                    |                    |  |  |                    |                    |                    |
|  | 5                           | New York Islanders                               | 3                           |   |                     | 7                     | Ottawa Senators       | 3                     |                    |                    |                     |                    |                    |  |  |                    |                    |                    |
|  | 5                           | New York Islanders                               | 3                           |   |                     |                       |                       |                       |                    | E3                 | Carolina Hurricanes | 1                  |                    |  |  |                    |                    |                    |
|  |                             | (Accoppiamenti ristabiliti dopo il primo turno.) |                             |   |                     |                       |                       |                       |                    | E3                 | Carolina Hurricanes | 1                  |                    |  |  |                    |                    |                    |
|  |                             | W1                                               | Detroit Red Wings           | 4 |                     |                       |                       |                       |                    |                    |                     |                    |                    |  |  |                    |                    |                    |
|  | 1                           | W1                                               | Detroit Red Wings           | 4 | Detroit Red Wings   | 4                     |                       |                       | 1                  | Detroit Red Wings  | 4                   |                    |                    |  |  |                    |                    |                    |
|  | 1                           |                                                  |                             |   | Detroit Red Wings   | 4                     |                       |                       | 1                  | Detroit Red Wings  | 4                   |                    |                    |  |  |                    |                    |                    |
|  | 8                           | Vancouver Canucks                                | 2                           |   |                     | 4                     | St. Louis Blues       | 1                     |                    |                    |                     |                    |                    |  |  |                    |                    |                    |
|  | 8                           | Vancouver Canucks                                | 2                           |   |                     | 4                     | St. Louis Blues       | 1                     |                    |                    |                     |                    |                    |  |  |                    |                    |                    |
|  |                             |                                                  |                             |   |                     |                       |                       |                       |                    |                    |                     |                    |                    |  |  |                    |                    |                    |
|  | 2                           | Colorado Avalanche                               | 4                           |   |                     |                       |                       |                       |                    |                    |                     |                    |                    |  |  |                    |                    |                    |
|  | 2                           | Colorado Avalanche                               | 4                           |   |                     |                       |                       |                       |                    |                    |                     |                    |                    |  |  |                    |                    |                    |
|  | 7                           | Los Angeles Kings                                | 3                           |   |                     |                       |                       |                       |                    |                    |                     |                    |                    |  |  |                    |                    |                    |
|  | 7                           | Los Angeles Kings                                | 3                           |   |                     |                       |                       |                       | 1                  | Detroit Red Wings  | 4                   |                    |                    |  |  |                    |                    |                    |
|  |                             |                                                  |                             |   |                     |                       |                       |                       | 1                  | Detroit Red Wings  | 4                   |                    |                    |  |  |                    |                    |                    |
|  |                             | 2                                                | Colorado Avalanche          | 3 |                     |                       |                       |                       |                    |                    |                     |                    |                    |  |  |                    |                    |                    |
|  | 3                           | 2                                                | Colorado Avalanche          | 3 | San Jose Sharks     | 4                     |                       |                       |                    |                    |                     |                    |                    |  |  |                    |                    |                    |
|  | 3                           |                                                  |                             |   | San Jose Sharks     | 4                     |                       |                       |                    |                    |                     |                    |                    |  |  |                    |                    |                    |
|  | 6                           | Phoenix Coyotes                                  | 1                           |   |                     |                       |                       |                       |                    |                    | Western Conference  | Western Conference | Western Conference |  |  |                    |                    |                    |
|  | 6                           | Phoenix Coyotes                                  | 1                           |   |                     |                       |                       |                       |                    |                    | Western Conference  | Western Conference | Western Conference |  |  |                    |                    |                    |
|  |                             |                                                  |                             |   |                     |                       |                       |                       |                    |                    |                     |                    |                    |  |  |                    |                    |                    |
|  | 4                           | St. Louis Blues                                  | 4                           |   | 2                   | Colorado Avalanche    | 4                     |                       |                    |                    |                     |                    |                    |  |  |                    |                    |                    |
|  | 4                           | St. Louis Blues                                  | 4                           |   | 2                   | Colorado Avalanche    | 4                     |                       |                    |                    |                     |                    |                    |  |  |                    |                    |                    |
|  | 5                           | Chicago Blackhawks                               | 1                           |   |                     | 3                     | San Jose Sharks       | 3                     |                    |                    |                     |                    |                    |  |  |                    |                    |                    |

### Stanley Cup
La finale della Stanley Cup 2002 è stata una serie al meglio delle sette gare che ha determinato il campione della National Hockey League per la stagione 2001-02. I Detroit Red Wings hanno sconfitto i Carolina Hurricanes in cinque partite e si sono aggiudicati la Stanley Cup per la decima volta nella loro storia. Per i Red Wings fu la ventiduesima finale disputata nella loro storia, la prima dopo quattro stagioni, mentre per gli Hurricanes si trattò della prima finale in assoluto.

## Premi NHL

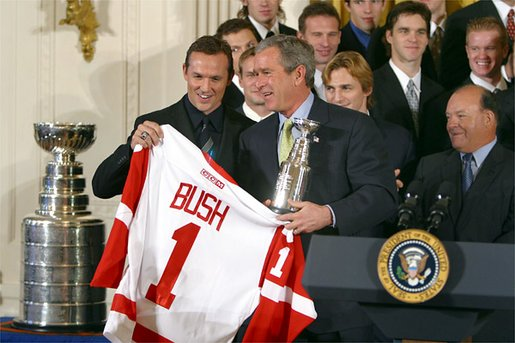
Foto di gruppo dei Detroit Red Wings ricevuti presso la Casa Bianca dal presidente George W. Bush.

### Riconoscimenti
- Stanley Cup: Detroit Red Wings
- Presidents' Trophy: Detroit Red Wings
- Prince of Wales Trophy: Carolina Hurricanes
- Clarence S. Campbell Bowl: Detroit Red Wings
- Art Ross Trophy: Jarome Iginla (Calgary Flames)
- Bill Masterton Memorial Trophy: Saku Koivu (Montreal Canadiens)
- Calder Memorial Trophy: Dany Heatley (Atlanta Thrashers)
- Conn Smythe Trophy: Nicklas Lidström (Detroit Red Wings)
- Frank J. Selke Trophy: Michael Peca (New York Islanders)
- Hart Memorial Trophy: José Théodore (Montreal Canadiens)
- Jack Adams Award: Bob Francis (Phoenix Coyotes)
- James Norris Memorial Trophy: Nicklas Lidström (Detroit Red Wings)
- King Clancy Memorial Trophy: Ron Francis (Carolina Hurricanes)
- Lady Byng Memorial Trophy: Ron Francis (Carolina Hurricanes)
- Lester B. Pearson Award: Jarome Iginla (Calgary Flames)
- Lester Patrick Trophy: Herb Brooks, Larry Pleau
- Maurice Richard Trophy: Jarome Iginla (Calgary Flames)
- NHL Foundation Player Award: Ron Francis (Carolina Hurricanes)
- NHL Plus/Minus Award: Chris Chelios (Detroit Red Wings)
- Roger Crozier Saving Grace Award: José Théodore (Montreal Canadiens)
- Vezina Trophy: José Théodore (Montreal Canadiens)
- William M. Jennings Trophy: Patrick Roy (Colorado Avalanche)

### NHL All-Star Team
First All-Star Team
- Attaccanti: Markus Näslund • Joe Sakic • Jarome Iginla
- Difensori: Chris Chelios • Nicklas Lidström
- Portiere: Patrick Roy

Second All-Star Team
- Attaccanti: Brendan Shanahan • Mats Sundin • Bill Guerin
- Difensori: Sergej Gončar • Rob Blake
- Portiere: José Théodore

NHL All-Rookie Team
- Attaccanti: Il'ja Koval'čuk • Kristian Huselius • Dany Heatley
- Difensori: Nick Boynton • Rostislav Klesla
- Portiere: Dan Blackburn